# 제트기

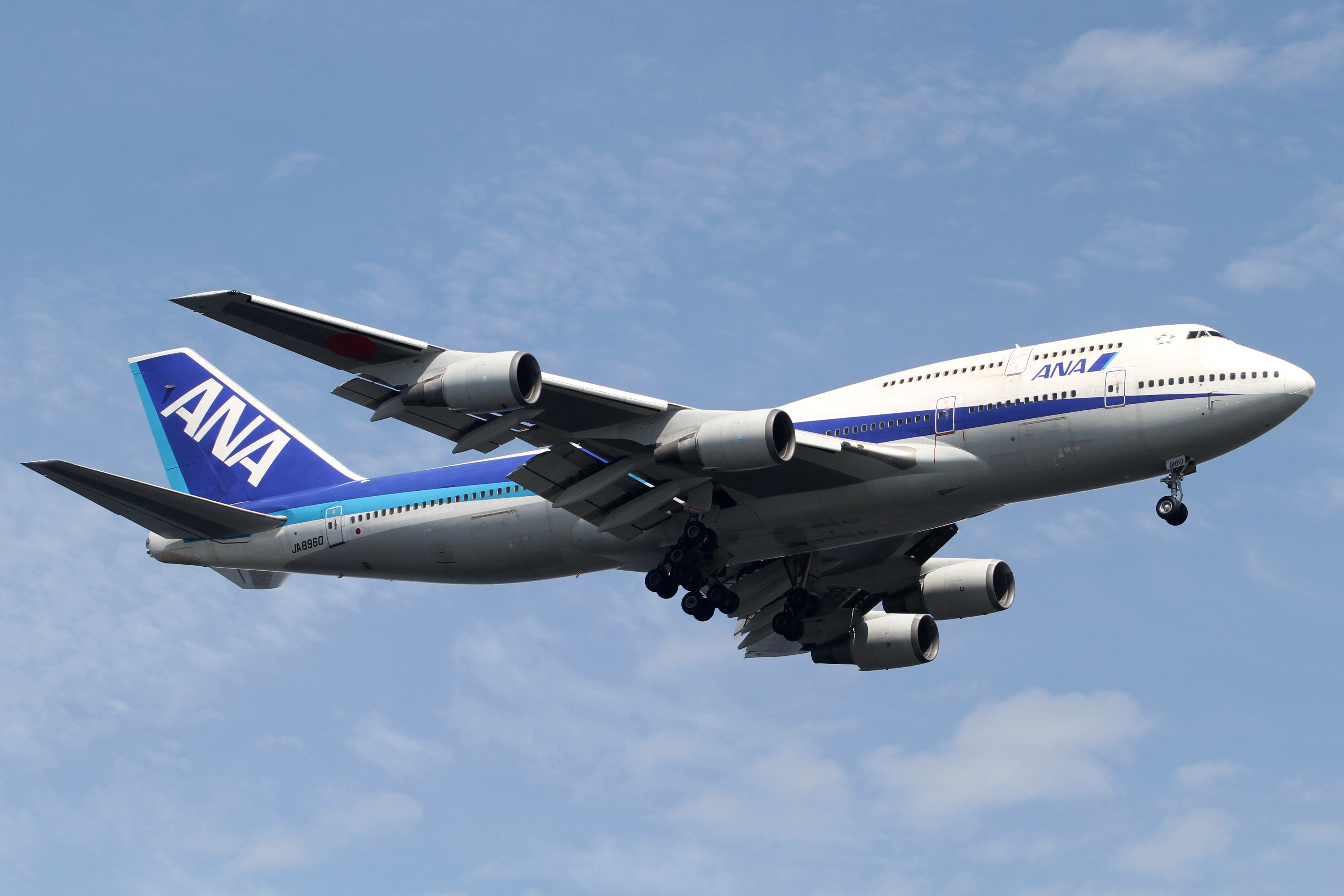
보잉 747

제트기(Jet aircraft)는 제트 엔진을 추진 장치로 하는 항공기이다. 비행기의 프로펠러 추진 비행기에 비해 더 빠른 속도를 낼 수 있다. 심지어 제트기 중에는 소리보다 빠른 속도를 내는 것도 있고, 1939년 독일에서 첫 비행 이후 지금까지 획기적인 발전을 해 왔다.

## 모티브
- 이류힌 - 쾌걸 근육맨 2세
- 제트실피드몬, 프테라몬 - 디지몬 시리즈

## 같이 보기
- 초경량 제트기
- 비즈니스 제트기